# Sampson Simson
Sampson Simson parfois connu sous le nom de Samson Simson, né le 30 juin 1781 et décédé le 7 janvier 1857, est un philanthrope américain surnommé le père du Mount Sinai Hospital. Il est aussi connu comme le bienfaiteur posthume de la Société nord-américaine de bienfaisance pour les Juifs indigents de Jérusalem,.

## Biographie
Simson né à Danbury dans l'État du Connecticut, est le fils de Solomon Simson et de sa femme Sarah. Ayant comme professeur Aaron Burr, futur vice-président des États-Unis, il suit des cours à l'université Columbia à New York, et obtient en 1800 son diplôme d'avocat, devenant l'un des premiers avocats juifs de New York.
Après quelques années d'exercice de son métier d'avocat, Simson abandonne sa carrière juridique et se retire dans sa ferme à Yonkers et se consacre dorénavant aux œuvres caritatives. Décrit comme un homme très pieux soucieux du bien public, Simon éprouve un grand plaisir de ses contributions charitables, que ce soit à une église catholique, un temple protestant ou une synagogue.
De 1825 à 1832, Sampson Simson est grand-commandeur  du Suprême Conseil de la Juridiction Nord des États-Unis du Rite écossais ancien et accepté.
En 1852, Simson, avec huit autres représentants des diverses organisations charitables juives, s'associent pour fonder le Jew's Hospital, l'institution qui en 1866 deviendra le Mount Sinai Hospital. Son emplacement sur la West 28th Street, entre la 7e et la 8e Avenue occupe un terrain donné par Simson qui deviendra le premier président du conseil d'administration et assumera personnellement une grande partie de la charge financière du jeune hôpital,. Le Jew's Hospital ouvre deux ans avant sa mort.
La même année, Simson s'associe avec Samuel Myer Isaacs et Adolphus Simeon Solomons pour fonder avec le rabbin Abraham Ash, la communauté Beth Hamedrash Hagodol (Grande maison d'étude).

## Héritage
Dans son testament, Simson attribue une somme importante pour des institutions juives et non-juives, y compris la somme de 50 000 dollars qui devra être versée après la mort d'un neveu à « une organisation responsable socialement dans cette ville, ayant dans ses statuts établi un fond permanent dont le but est d'améliorer les conditions de vie des Juifs à Jérusalem, Palestine ». En 1888, la Cour suprême de l'État de New York décide que la somme, plus trente années d'intérêt devra être versée à la Société nord-américaine de bienfaisance pour les Juifs indigents de Jérusalem.
Le Mount Sinai Hospital a récemment été classé comme un des meilleurs hôpitaux des États-Unis par le U.S. News & World Report.